# فتحية طنطاوي
فتحية طنطاوي (? - توفيت في 4 أغسطس 2021)، هي ممثلة مصرية. قدمت خلال مشوارها الفني حوالي 140 عملاً درامياً. بدأت مشوارها الفني على خشبة المسرح مطلع الستينات من القرن العشرين، بعدها اتجهت للعمل في التليفزيون والسينما.

## وفاتها
توفيت خلال الساعات الأولى من صباح الأربعاء 4 أغسطس 2021، بعد تعرضها لجلطة في القلب تم على أثرها نقلها إلى أحد مستشفيات أكتوبر ظهر الثلاثاء حتى دخلت في غيبوبة تامة توقف فيها القلب 13 دقيقة كاملة، ثم عادت للحياة مرة أخرى، ولكن لم يمهلها القدر لتغادر الحياة. وشيع جثمانها ظهر يوم الأربعاء من أحد مساجد السادس من أكتوبر.

## من أعمالها
قدمت فتحية طنطاوي عدد من الأعمال المميزة التي كان لها أثر كبير على قلوب المشاهدين التي أسمهمت في تقديم قضايا حساسة تلامس عصب المجتمع المصري.
- المحاكمة.
- بماذا تشتري النقود.
- الطاووس.
- درب البلهوان.
- البيت الكبير.
- المغني.
- يونس ولد فضة.
- سلسال الدم.
- حصاد العمر.
- تحت الأرض.
- فرصة تانية.
- الحكر.

وفي السينما قدمت: «ديل السمكة»، «اضحك الصورة تطلع حلوة»، «لحم رخيص»، «السجينة 67»، «المحاكمة»، «الطوق والأسورة».